# Дайра (округ)
Дайра (араб. دايرة‎) — йеменский округ на юго-востоке острова Сокотра. Расстояние до моря — 6 км. До близлежащей пристани 7 км.

## Природа
На территории округа растет сокотрийское драконово дерево.
Климат — засушливый тропический, как и на всем архипелаге Сокотра.
Недалеко от округа находится местная достопримечательность — песчаные дюны Захек.
На юго-востоке округа находится одноименный пляж.

## История
До декабря 2013 года Дайра входила в состав мухафазы Хадрамут, пока не стала частью новообразованной мухафазы Сокотра.
19 июля 2020 года остров взят под контроль силами Южного переходного совета и вошёл в состав самопровозглашенного Южного Йемена. 29 июля 2020 года сепаратисты Южного Йемена приняли условия Саудовской Аравии и отказались от самоуправления ранее захваченных регионах, в том числе на Сокотре.

## География
Является одним из самых южных округов острова Сокотра.
На сервере граничит с округом Асма.